# Lieuwe van Aitzema
Lieuwe van Aitzema (Dokkum, 19 novembre 1600 – L'Aia, 23 febbraio 1669) è stato uno storico olandese.
Nato in Frisia, fu residente delle città anseatiche; scrisse la storia dei Paesi Bassi che va dal 1621 al 1668.

### Opere
- 1652 – Herstelde Leeuw, of discours over 't gepasseerde in de Vereenighde Nederlanden in 't Iaer 1650 ende 1651
- 1655 – Verhael van de Nederlandsche Vredehandeling
- 1657-1671 – Saken van Staet in Oorlogh in ende omtrent de Vereenigte Nederlanden (12 volumi)